# Феминистская археология
Феминистская археология использует феминистскую точку зрения в интерпретации обществ прошлого. Он часто фокусируется на поле, но также рассматривает гендер в тандеме с другими факторами, такими как сексуальность, раса или класс. Феминистская археология подвергла критике некритическое применение современных западных норм и ценностей к обществам прошлого. Кроме того, она обеспокоена увеличением представленности женщин в дисциплине археологии и снижением андроцентрической предвзятости в этой области.
В последние годы феминистская археология расширилась, включив в неё интерсекциональный анализ, такой как археология чёрных феминисток, археология коренных народов и постколониальная археология. Также стали уделять больше внимания бытовым исследованиям, изучению мужественности, изучению сексуальности.

## Возникновение феминистской археологии
Феминистская археология первоначально возникла в конце 1970-х — начале 80-х годов, наряду с другими возражениями против эпистемологии, поддерживаемыми процессуальной школой археологической мысли, такими как символическая и герменевтическая археология. Статья Маргарет Конки и Джанет Спектор 1984 года «Археология и изучение гендера» резюмировала феминистскую критику дисциплины того времени: археологи без проблем накладывали современные западные гендерные нормы на общества прошлого, например, в половом разделении труда; что контексты и артефакты, связанные с деятельностью мужчин, такие как производство снарядов и разделка на местах убийств, были приоритетными с точки зрения времени исследования и финансирования; и что сам характер дисциплины был построен вокруг мужских ценностей и норм. Например, женщин обычно поощряли заниматься лабораторными исследованиями вместо полевых работ (хотя были исключения на протяжении всей истории дисциплины), а образ археолога был сосредоточен на суровом, мужественном, «ковбое науки». В 1991 году две публикации ознаменовали крупномасштабное появление феминистской археологии: отредактированный том «Engendering Archaeology» («Порождение археологии»), в котором основное внимание уделялось женщинам в доисторические времена, и тематический выпуск журнала «Historical Archaeology» («Историческая археология»), в котором основное внимание уделялось женщинам и гендеру в постколумбовой Америке. За пределами Америки феминистская археология возникла раньше и получила большую поддержку в более широком археологическом сообществе.

### Ранние феминистские исследования
Известные проблемы, поднятые ранними археологами-феминистками, касались охоты и изготовления каменных орудий, среди многих других тем. Парадигма «Мужчина-охотник» в антропологии, названная в честь симпозиума, проведённого в 1960-х годах одними из самых выдающихся имён в области археологии, разделила половое разделение труда гоминидов для мужского и женского полов. Мужчины отвечали за охоту, и, предположительно, благодаря этой деятельности у них развились важные эволюционные черты, такие как увеличенный размер мозга. Тем временем женщины оставались дома и воспитывали детей. В основе этой модели лежит предположение, что женщины были ограничены в определённых видах деятельности из-за снижения подвижности в результате беременности и их роли в воспитании маленьких детей. Эта модель подверглась критике со стороны антропологов-феминисток как недооценивающая эволюционное значение женщин в пользу изображения их исключительно как пассивных объектов воспроизводства и ничего более. Адриенн Зильман, прослеживая эволюционные достижения, приписываемые мужчинам как охотникам, указала, что женское собирательство может так же легко объяснить такие приспособления.
Джоан Геро бросила вызов андроцентрическим объяснениям изготовления инструментов на нескольких уровнях. Во-первых, распространённое мнение о том, что изготовление инструментов почти всегда связано с мужчинами, почти наверняка было ложным; по крайней мере, женщины гораздо чаще производили свои собственные инструменты по мере необходимости в домашнем контексте, а не ждали, пока мужчина придёт и сделает это за них. Аргумент, лежащий в основе этого предположения, что мужчины обладают более сильной верхней частью тела, был отвергнут Геро, которая указала, что физическая сила не является обязательным качеством для человека, умеющего изготовлять каменные орудия. Кроме того, Геро указала, что значительное внимание, время и финансовые ресурсы посвящаются исследованиям, касающимся наиболее «мужских» каменных орудий, таких как наконечники метательного оружия, в то время как каменные орудия, которые, вероятно, изготавливались и использовались женщинами, например, использованные отщепы, относительно игнорировались.

## Феминистская и гендерная археология
Со времён ранней феминистской критики археологии гендер приобрёл огромную популярность в этой дисциплине. Однако большинство археологов не приняли ярлык «феминистка». Раскол между гендерной и феминистской археологией сформировался в 1990-е годы. Гендерная археология стала широко распространяться, включая, помимо прочего, феминистские работы, в которых используется квир-теория, теория практики, и перформанс-теория, среди прочего. Многие археологи, занимающиеся гендерными исследованиями, избегают ярлыка «феминистки», в основном из-за предполагаемых негативных коннотаций этого слова. Другие представители этой дисциплины слишком упрощённо понимают историю и цели феминистской археологии и, как следствие, ошибочно отождествляют её с постмодернизмом. Некоторые археологи возражают против дальнейшего включения феминистской мысли, которая по своей сути является политической, в археологические исследования пола. Немногие работы в области гендерной археологии активно бросали вызов патриархальным властным структурам, помимо исправления андроцентрических историй. Феминистская археология занимается оспариванием и изменением интерпретационных рамок, используемых археологами: «Феминизм — это политика, направленная на изменение гендерных соотношений сил». Известная философ-феминистка Элисон Уайли выделяет несколько руководящих принципов, обязательных для проведения феминистской археологии:
1. Предложить исследовательские вопросы, касающиеся людей, угнетённых системами неравенства, структурированными по половому признаку, чтобы изменить такие условия.
2. Феминистские исследования должны быть основаны на ситуативном опыте женщин и других групп, маргинализированных традиционными гендерными структурами.
3. Исследователи должны нести ответственность перед теми, кого затрагивает их исследование; ни в коем случае феминистские исследования не должны эксплуатировать других.
4. Исследователи-феминистки должны заниматься саморефлексией, признавая свои личные социальные позиции, интересы и ценности и обсуждая, как они взаимодействуют с их исследованиями.

Напротив, гендерная археология, когда она не используется феминистками, лишена таких характеристик. Гендер в настоящее время является распространённой темой изучения археологии среди нефеминистов. Такие исследования сосредоточены на выявлении гендерных видов деятельности и материальной культуры, а также на гендерных ролях народов прошлого, но не представляют себя в откровенно политическом ключе. Нефеминистские археологи меньше вынуждены позиционировать себя в рамках своей работы или размышлять о том, как их положение влияет на их работу. Однако исследование гендера независимо от феминизма упускает из виду цели ранних исследований и представляет гендер и пол концептуально несовершенным образом.

## Постоянный вклад феминисток в археологию
Феминистские археологи продолжают бросать вызов археологическим нормам и расширяют исследования на новые интеллектуальные территории. Они выступают за включение альтернативных форм знания и представления; например, археологи-феминистки использовали эпистемологии чёрных и коренных народов. Продолжается феминистская критика мужского характера и организации археологии.

### Альтернативные формы знания и представления
Одной из важных областей исследований для археологов-феминисток, наряду с некоторыми нефеминистами, является децентрализация западных форм истории в пользу альтернативных концепций и интерпретаций прошлого и изучение нетрадиционных способов передачи знаний. Растущий объём работы включает в себя участие в сообществах потомков, предоставляя им право голоса в археологических исследованиях и интерпретациях прошлого. Общественное требование предоставить потомкам возможность высказаться в споре об африканских захоронениях подчеркнуло важность такого рода работы. Были проведены параллели между феминистской археологией и археологией коренных народов, с акцентом на то, как обе работают над разрушением мужской, белой, западной монополии среднего класса на доступ к знаниям о прошлом. Этот тип работы помогает децентрировать привилегированное положение западного знания, не лишая его актуальности.
Кроме того, археологи-феминистки использовали художественную литературу, чтобы получить доступ к прошлому. Это приняло форму пьес, как показано в Red-Light Voices, основанных на письмах и дневниках проституток начала 20-го века, посвящённых исследованию проституции. Другой пример можно увидеть в работе Лори Уилки, участвующей в Федеральном писательском проекте, о вымышленной работнице, вставленной в её археологическое исследование афроамериканской акушерки на Юге после эмансипации. Джанет Д. Спектор интерпретировала значение одного артефакта с помощью вымышленного повествования в «What This Awl Means» («Что означает это шило»). Повествование считалось эффективным средством, с помощью которого археологи могут создавать многоголосые и более широко доступные интерпретации и презентации. Использование повествования «демонстрирует, как повествование является мощным инструментом для придания текстуры, нюансов и человечности женскому опыту, о чем свидетельствуют археологические данные»).

### Интерсекциональный анализ
Распространённым аналитическим методом, используемым феминистскими (и некоторыми нефеминистскими) археологами, является интерсекциональный анализ, который, следуя утверждениям чернокожих феминисток, возглавляющих феминизм третьей волны в США, утверждает, что к гендер невозможно подойти самому по себе, но он должен изучаться в совокупности с другими формами идентичности. В исторической археологии всё больше исследуется связь между полом, расой и классом, но другие аспекты идентичности, особенно сексуальность, также исследуются в связи с полом. Интерсекциональный анализ не ограничивался феминистской археологией, о чем свидетельствует преобладающее использование археологами-историками гендера, расы, класса в качестве средства исследования идентичности. Хотя многие такие исследования были сосредоточены на белых женщинах из среднего класса недавнего англо-американского прошлого, артикуляция пола с другими аспектами идентичности начинает применяться к женщинам из коренных народов и афроамериканкам. Работа Кэтлин Диган об испанских колониях в США и Карибском бассейне положила начало движению по изучению гендера в испанских колониях. Использование работ чернокожих феминисток, которые обращают внимание на неотъемлемую связь между полом и классом в США, стало важным шагом в продвижении использования перекрёстного анализа в археологии. Интерсекциональный подход столкнулся с большим количеством «оппозиционного сознания», которое вмешивалось в поток гегемонистской феминистской теории, а также с проблемами пересечения границ и согласования условий принадлежности к сообществу.

### Чёрная феминистская археология
Чёрная феминистская археология является относительно новой дисциплиной археологии, и в историческом контексте Северной Америки ею руководили преимущественно чернокожие женщины. Он фокусируется на пересечении расы, пола и класса в интерпретации американских археологических данных и отвергает разделение или приоритизацию той или иной формы угнетения. Чёрная феминистская археология в значительной степени вдохновлена чёрной феминистской антропологией с добавлением археологической теории, введённой для создания «намеренно грубой и текстурированной аналитической основы». Этот теоретический подход связывает современные концепции расизма и сексизма с прошлым и устанавливает связь между влиянием прошлого и тем, как прошлое повлияло на настоящее и сформировало его.

#### Вклад чернокожих феминисток в археологические раскопки

##### Доисторическая археология
Археолог Кэтлин Стерлинг предлагает два способа применения теории чёрных феминисток к археологии за пределами исторического североамериканского контекста: (1) путём изучения палеолитических народов Европы таким образом, чтобы попытаться осознать наши интерпретации первобытности, а также признать, что наши представления о примитивности расово закодированы; и (2) путём изучения анатомически современных людей (Anatomically Modern Humans, AMH) и неандертальцев, а также способов их взаимодействия. Стерлинг даёт пример того, как теория чёрных феминисток может быть применена к последнему.
Хотя точные даты оспариваются и варьируются, можно сказать, что анатомически современные люди (AMH) и неандертальцы взаимодействовали и жили друг с другом в течение длительного периода времени. Считалось, что способы взаимодействия AMH и неандертальцев связаны с культурной передачей и конкуренцией. Считается, что это взаимодействие культурной передачи прослеживается в традиции шательперронских орудий, а также в присутствии обработанной слоновой кости на стоянках верхнего палеолита, которые, как предполагается, распространились от AMH. Эта интерпретация культурного взаимодействия между AMH и неандертальцами, утверждает Стерлинг, предполагает, что неандертальцы являются низшей расой по сравнению с высшими кроманьонцами и ничему не научились у этого вида, который успешно развивался на протяжении тысячелетий. Другое ведущее взаимодействие, конкуренция, приводит к идее, что вымирание неандертальцев было вызвано тем, что кроманьонцы превзошли их в конкуренции, что снова согласуется с утверждением Стерлинг о том, что это подразумевает, что неандертальцы были низшей расой.
Однако новые анализы усложнили эту связь. Новые находки рухнувшего убежища из костей мамонта, красной охры и не связанных с бойней следов на костях мамонта, датированные до прибытия AMH в этот район, позволяют предположить, что неандертальцы были способны выполнять такого рода символическую деятельность без влияния или направления со стороны AMH. Другим осложняющим фактором являются данные ДНК, которые показывают, что между видами Homo в Евразии существовали существенные половые контакты. Эта ДНК показывает, что скрещивание между этими видами было достаточно распространённым, чтобы продолжать сохраняться в современных геномах сегодня, но не настолько, чтобы иметь подавляющий процент в современных популяциях.
К сожалению, мало что известно о динамике этих отношений между неандертальцами и AMH. Ссылаясь на статью в New York Times 2012 года, где доктор Крис Стрингер описывает контакты между неандертальцами и AMH как «агрессивные действия между конкурирующими человеческими группами», которые, по его словам, сродни современным группам охотников-собирателей, которые ведут себя так же. Стерлинг предполагает, что это укрепляет племенные стереотипы. Подразумеваются также представления о врождённой жестокости и примитивности мужчин. Стерлинг сопоставляет этот взгляд на доисторическую конкуренцию с сексуальным насилием, которому подвергались порабощённые чернокожие женщины в Соединённых Штатах, и преступностью, навязанной отношениям между чернокожими мужчинами и белыми женщинами. Взаимодействия по обоюдному согласию между людьми разных рас считались исторически невозможными, и женщинам не предоставлялась сексуальная свобода действий.
Тем не менее, конкуренция не объясняет вероятности детоубийства, абортов и отказов от детей, рождённых от взаимодействия неандертальцев и AMH, которые снова игнорируют влияние женщин в этих популяциях, утверждает Стерлинг. Стерлинг утверждает, что вместо того, чтобы неандертальцы вымерли из-за климатического насилия, они были скорее поглощены сообществами AMH из-за их скрещивания и воспитания детей. Эта точка зрения перекликается с другими теориями об исчезновении неандертальцев, но также признаёт их автономию и свободу действий, несмотря на то, что это привело к их исчезновению как вида.
Стерлинг использует концепцию чёрных феминисток, чтобы продемонстрировать, как различные аспекты жизни и идентичности пересекаются и влияют на области интересов, а также дают более сложное понимание доисторической жизни.

##### Историческая археология
Уитни Баттл-Батист, сторонница Чёрной Феминистской Археологии (BFA), рассказывает о теориях и методологии Чёрной Феминистской Археологии в своей книге «Чёрная Феминистская Археология». По словам Баттл-Батист, BFA фокусируется на «пересечении расы, пола и класса» и на удвоенной или утроенной форме угнетения из-за множественной идентичности. BFA исследует прошлое с целью связать его с современным расизмом и сексизмом. BFA стремится объединить строгий анализ материалов традиционной археологии с культурными ландшафтами близлежащих исторических и современных сообществ. С помощью этих методов археология чёрных феминисток может разнообразить задаваемые вопросы и знания, полученные в археологии. Плантация Эрмитаж в Теннесси, дом Люси Фостер в Массачусетсе и дом детства У.Э.Б. Дюбуа в Массачусетсе — вот примеры, которые Баттл-Батист использовала для демонстрации археологического подхода чёрных феминисток к историческим местам.
Плантация Эрмитаж принадлежала седьмому президенту Эндрю Джексону, у которого было более 160 рабов. В своём исследовании Баттл-Батист не только исследует физический ландшафт Эрмитажа, но и углубляется в культурные значения, процессы социализации и деятельность чёрных в этом пространстве. Исследуя домашнюю сферу с акцентом на расу, она демонстрирует, что виды домашних работ пленных женщин действительно отличались от видов европейских женщин. Опираясь на социальную память старших поколений, Баттл-Батист предполагает, что дом — это не «четыре стены двадцатифутового жилища». Он распространяется на более крупную среду, включая двор, и это место, где люди «перегруппировываются, изучают стратегии выживания, находят силы и создают мысли о сопротивлении».
Усадьба Люси Фостер, впервые обнаруженная в 1940-х годах Аделаидой и Рипли Буллен, была домом для Люси Фостер, которая родилась в 1767 году в Бостоне, штат Массачусетс. В детстве она была принята в богатую семью Фостеров и ей был предоставлен дом, а взамен семья получила компенсацию от прихода и рабочие руки в повседневных делах и задачах. Она была единственной африканкой в семье в течение 11 лет, пока ещё один ребёнок, Сара Гилберт, не была принята Фостерами. После отмены рабства в Массачусетсе предполагается, что Люси осталась с Ханной Фостер, матриархом семьи Фостер. Ограничения и отсутствие возможностей в Массачусетсе после эмансипации могли способствовать этому решению. В возрасте 24 лет Люси была «предупреждена» о её выезде из города письмом, в котором говорилось: «Вам от имени Содружества Массачусетса поручено предупредить и доставить Уведомление Люси, негритянке, бывшей служанке Джоба Фостера…» Это была обычная практика, направленная на сокращение численности чернокожего и коренного населения Новой Англии. Два года прошли без происшествий, и Люси, похоже, снова вернулась в Андовер. Говорят, что в 26 лет она дала «исповедание веры» в Конгрегационалистскую церковь Южного прихода, а через месяц крестился Питер, сын Люси. Возраст Питера, место рождения и родство по отцовской линии неизвестны. После смерти Ханны Фостер в 1812 году Люси получила одну корову, сто долларов и акр её земли в соответствии с инструкциями в завещании. Эта информация предшествует судьбе её собственных детей, что предполагает определённую степень семейных отношений между Люси и матриархом Фостер. После этого о Люси мало что известно до её смерти в 1845 году.
Спорным моментом в истории Люси для Баттл-Батист является вопрос о её бедности и о том, как бедность сформировала личность Люси, или её личность была сформирована бедностью. Она предполагает, что, как и многие другие афроамериканки того времени, Люси, вероятно, продолжала работать в сфере обслуживания и выполнять другие виды ручного труда, такие как приготовление пищи, стирка и шитьё, о чем свидетельствует количество иголок, напёрстков и пуговиц, найденных в её вещах. В 1813 году Люси была занесена в список надзирателей за бедными и оставалась там до своей смерти в 1845 году. Ей никогда не говорили бросить своё имущество или перейти в богадельню. Баттл-Батист задаётся вопросом, как выглядит бедность в материальных записях и как эти материальные записи интерпретировались Булленами в 1940-х годах. Что касается материального послужного списка Люси, у неё было множество предметов, включая фаянс, китайский фарфор, посуду из красной глины и многое другое, всего 113 сосудов, что позволяет предположить, что представления о бедности менялись с течением времени. Когда Баттл-Батист провела повторный анализ усадьбы Люси Фостер, она представила Люси как независимую, уважаемую и помещённую в систему, которая требовала её свободы, но все же испытывавшую определённые ограничения, основанные на её идентичности. Вещи, найденные в доме Люси Фостер, также могут свидетельствовать о её относительном социальном положении в Андовере. Из-за её изоляции вполне возможно, что её положение было выгодным для ночных путешественников, и что это может свидетельствовать о её роли в движении против рабства и вкладе в Подземную железную дорогу.
Несмотря на легендарную жизнь, которую прожила Люси Фостер, и важность её участка как одного из первых раскопанных афроамериканских памятников в Соединённых Штатах, её история малоизвестна в археологии или в Массачусетсе.

### Бытовые исследования
Продолжающаяся феминистская работа особенно повлияла на археологические исследования домашних памятников. Давняя тенденция в археологии связывать женщин с домашними пространствами, противопоставленная ассоциации с мужчинами и «общественными» пространствами, была постоянным центром феминистских исследований. С наступлением нового тысячелетия произошёл отход от такого дихотомического пространственного разделения полов. В исторической археологии археологи-феминистки сыграли решающую роль в расширении определения того, что представляет собой домашнее хозяйство, по сравнению с семейной моделью, основанной на западных нормах, таких как проекты домашней археологии, изучающие публичные дома и братства. Обращаясь к более широкой литературе о домашнем хозяйстве, археологи начали переосмысливать домохозяйства, долгое время считавшиеся автономными аналитическими единицами, как политические пространства, занятые социальными акторами, занимающими различные социальные позиции, определяемые полом, расой, возрастом, профессией, социально-экономическим статусом и т. д. .

### Феминистская археология и изучение мужественности
Феминистское внимание было прежде всего на женщинах; однако растёт беспокойство по поводу исследования и тонкостей мужественности в археологии. Конструкты мужской идентичности и социальное воспроизводство нормативной мужественности — вот некоторые из тем, которыми занимается ограниченное число археологов. Однако в целом эта область исследований остаётся относительно неисследованной.
Вдохновлённые феминистской тенденцией, некоторые археологи начали размышлять об археологии как о дисциплине. Феминистские критики перечисляют три типа андроцентризма, существующих в археологии: 1) сосредоточение внимания на предполагаемых мужских ролях, таких как охотник, воин, вождь и фермер; 2) недостаточный анализ занятий/процессов, которые по западной традиции считаются женской сферой; 3) интерпретация данных «глазами белых мужчин среднего возраста, среднего класса, западных людей». Если андроцентризм в археологии не будет решаться и если люди не будут рассматриваться как гендерные, археологи упустят истину из-за многократного воспроизведения современных гендерных стереотипов. Следуя этой тенденции, археологи оспаривают гипотезу о том, что в древних обществах женщины всегда были собирателями, а мужчины — охотниками. Морская археология также начала отражать себя как строго мужское направление археологии. Часто морская археология изучает военные действия, кораблекрушения и морские сражения, оставляя социальные аспекты морской жизни маргинальными и неизученными. Интерпретации прошлого морских археологов также не позволяют «признать, что существуют другие способы быть мужчиной и женщиной». Учитывая обширность моря и большой потенциал морской археологии, учёный Джесси Рэнсли выступает за изучение квир-аспекта морской археологии.

### Феминистская археология и изучение сексуальности
До 1990-х археологических исследований, посвящённых сексуальности, проводилось не так много. Вступая в 2000-е годы, все больше исследователей применяют феминистскую теорию и квир-теорию для изучения репродукции, сексуальных репрезентаций, сексуальной идентичности, проституции и сексуальной политики учреждений. Например, Б. Л. Восс бросает вызов паттерну святого Августина в колониальный период, применяя постколониальные и постструктурные феминистские теории. Она исследует применимость паттерна Святого Августина к шести аспектам жизни и приходит к выводу, что этот паттерн снижает сложность колониальной истории.

## Влияние феминизма в археологии
Феминистская археология оказала неизгладимое влияние на археологию, которое продолжает расти и сегодня. Благодаря внедрению феминистской мысли в археологию заметность женщин как в прошлом, так и в настоящем неуклонно растёт. Одним из самых больших вкладов феминистской археологии является пересмотр культурных обстоятельств прошлого, что привело к пересмотру роли женщин и выявлению ситуаций, в которых женщины участвовали больше, чем считалось ранее.
При этом остаётся проблема, когда женские роли действительно освещаются, но роли и действия, которые они выполняют, не рассматриваются критически и, как говорит Маргарет Конки, «не вызывают проблем». Кроме того, реинтерпретация андроцентризма в гиноцентризм, как и при присвоении древним фигуркам имён «богинь», упускает из виду смысл осмысленной феминистской критики.
Несмотря на положительные изменения, затронувшие археологию, феминистская мысль все ещё не так широко внедряется в основную археологию, а если и внедряется, то часто это делают женщины. Когда гендер рассматривается в археологическом анализе, он часто является лишь одним из множества других факторов в более широкой структуре, а не центральным элементом.
Кроме того, между основной феминистской академией и археологической теорией не было пересечения, что свидетельствует о том, что феминистская археология ещё не вошла в основные феминистские круги.

## Использованная литература
1. ↑  Hays-Gilpin, Kelley (2000-09-01). Feminist Scholarship in Archaeology. Annals of the American Academy of Political and Social Science. 571 (1): 89–106. doi:10.1177/000271620057100107. ISSN 0002-7162.
2. ↑  Gero, Joan M. (April 1985). Sociopolitics and the Woman-at-Home Ideology. American Antiquity. 50 (2): 342–350. doi:10.2307/280492. ISSN 0002-7316. Архивировано 17 марта 2018. Дата обращения: 19 августа 2022.
3. ↑  Gero, Conkey, 1991.
4. ↑  (1991 Vol. 25 No. 4)
5. ↑  Woman the Gatherer. — P. 250. — ISBN 9780300029895.
6. ↑  Gero, Conkey, 1991, "Genderlithics: Women's Roles in Stone Tool Production".
7. ↑  Wylie 2007
8. ↑  Caesalla 2000. Bulldaggers and Gentle Ladies: Archaeological Approaches to Female Homosexuality in Convict-Era Australia. Archaeologies of Sexuality ed. Robert Schmidt and Barbara Voss 160—178; Voss 2000. Colonial Sex: Archaeology, Structured Space, and Sexuality in Alta California’s Spanish-Colonial Missions. See Schmidt and Voss volume 35-61
9. ↑  DeCunzo 1995. Reform, respite, ritual: An archaeology of institutions; The Magdalen Society of Philadelphia, 1800—1850. In Historical Archaeology Vol. 9 No. 23; Wilkie 2000. Magical passions: Sexuality and African-American archaeology. See Schmidt and Voss volume 129—142
10. ↑  Meskell and Joyce 2003. Embodied Lives: Figuring Ancient Maya and Egyptian Experience
11. ↑  Conkey 2003. Has Feminism Changed Archaeology? In Signs Vol. 28 No. 3
12. 1 2 3  Geller 2009. Identity and Difference: Complicating Gender in Archaeology. In Annual Review of Archaeology Vol. 38
13. ↑  Sorenson 2000. Gender Archaeology
14. ↑  Little 1994:10. People with history: An update on historical archaeology in the United States. Journal of Archaeological Method and Theory Vol. 1 No. 1
15. ↑  2007. Doing Archaeology as a Feminist. Journal of Archaeological Method and Theory Vol. 14
16. ↑  Franklin 2001. A Black feminist-inspired archaeology? Journal of Social Archaeology Vol. 1 No. 1; Wilkie 2005. Inessential archaeologies: problems of exclusion in Americanist archaeological thought. World Archaeology Vol. 37 No. 3; Conkey 2005. Dwelling at the margins, action at the intersection? Feminist and indigenous archaeologies. Archaeologies Vol. 1 No. 1; Voss 2008. The archaeology of ethnogenesis: race and sexuality in colonial San Francisco
17. ↑  Moser 2007. On Disciplinary Culture: Archaeology as Fieldwork and Its Gendered Associations. Journal of Archaeological Method and Theory Vol. 14 No. 3
18. ↑  Conkey 2005
19. ↑  Costello, 2000
20. ↑  2003 The archaeology of mothering: an African-American midwife’s tale
21. ↑  Spector 1993
22. ↑  Joyce 2002. The Languages of Archaeology
23. ↑  Wilkie and Howlett Hayes 2006:252. Engendered and Feminist Archaeologies of the Recent and Documented Pasts. Journal of Archaeological Research Vol. 14
24. ↑  see Schmidt and Voss volume 2008
25. ↑  Wilkie and Hayes 2006
26. ↑  Lightfoot 2005. Indians, missionaries, and merchants: the legacy of colonial encounters on the Californian Frontiers; Howlett 2004. Gendered Practices: Ethnohistoric and Archaeological Evidence of Native American Social Divisions of Labor. Bulletin of the Archaeological Society of Connecticut No. 66
27. ↑  Galle and Young 2004. Engendering African American archaeology: a southern perspective
28. ↑  1985. The archaeology of the Spanish contact period in the Caribbean. Journal of World Prehistory Vol. 2 No. 2; 1996. Colonial Transformation: Euro-American Cultural Genesis in the Early Spanish-American Colonies. Journal of Anthropological Research Vol. 52 No. 2
29. ↑  Jamieson 2000. Domestic architecture and power: the historical archaeology of colonial Ecuador; Rothschild 2003. Colonial encounters in a Native American landscape: the Spanish and Dutch in North America; see Voss 2008
30. ↑  see Franklin 2001
31. ↑  Sandoval Feminist Theory Reader
32. 1 2 3 4 5 6 7 8 9  Sterling, Kathleen (1 апреля 2015). Black Feminist Theory in Prehistory. Archaeologies (англ.). 11 (1): 93–120. doi:10.1007/s11759-015-9265-z. ISSN 1935-3987.
33. 1 2  Constructing a Black Feminist Framework, ISBN 978-1-315-09625-4
34. ↑  Mitchell, Alanna (31 января 2012). DNA Turning Human Story Into a Tell-All (Published 2012). The New York Times (англ.). ISSN 0362-4331. Архивировано 1 июня 2019. Дата обращения: 15 ноября 2020.
35. ↑  Black Feminist Archaeology. — 2017-10-25. — ISBN 978-1-315-09625-4. — doi:10.4324/9781315096254. Архивная копия от 18 февраля 2022 на Wayback Machine
36. ↑  Black Feminist Archaeology. — ISBN 978-1-315-09625-4. — doi:10.4324/9781315096254. Архивная копия от 18 февраля 2022 на Wayback Machine
37. 1 2  Constructing a Black Feminist Framework, Black Feminist Archaeology: 33–72, 5 июля 2017, doi:10.4324/9781315096254-2, ISBN 978-1-315-09625-4
38. ↑  Constructing a Black Feminist Framework, Black Feminist Archaeology: 33–72, doi:10.4324/9781315096254-2, ISBN 978-1-315-09625-4
39. ↑  e.g., Seifert et al 2000. Mary Ann Hall’s First-Class House: the Archaeology of a Capital Brothel. See Schmidt and Voss volume
40. ↑  Wilkie 2010. The lost boys of Zeta Psi: a historical archaeology of masculinity in a university fraternity
41. ↑  Hendon 2006. Living and Working at Home:The Social Archaeology of Household Production and Social Relations. A Companion to Social Archaeology ed. by Lynn Meskell and Robert W. Preucel 255—271
42. ↑  Ошибка: не задан параметр |заглавие = в шаблоне {{публикация}}. — С. 343. — ISBN 9780520260597.
43. ↑  Joyce, Rosemary A. (2000). Girling the girl and boying the boy: the production of adulthood in ancient Mesoamerica. World Archaeology. 31 (3): 473–483. doi:10.1080/00438240009696933. ISSN 0043-8243. PMID 16475297.
44. ↑  Ошибка: не задан параметр |заглавие = в шаблоне {{публикация}}. — ISBN 978-0-203-00797-6. Архивная копия от 18 февраля 2022 на Wayback Machine
45. ↑  Ошибка: не задан параметр |заглавие = в шаблоне {{публикация}}. — ISBN 0-7591-0086-1.
46. 1 2  Skogstrand, Lisbeth (1 апреля 2011). Is Androcentric Archaeology Really About Men?. Archaeologies (англ.). 7 (1): 56–74. doi:10.1007/s11759-010-9149-1. ISSN 1935-3987.
47. ↑  Haas, Randall (November 2020). Female hunters of the early Americas. Science Advances (англ.). doi:10.1126/sciadv.abd0310. PMID 33148651. Архивировано 10 июня 2022. Дата обращения: 19 августа 2022.
48. 1 2 3  Ransley, Jesse (1 декабря 2005). Boats are for boys: queering maritime archaeology. World Archaeology. 37 (4): 621–629. doi:10.1080/00438240500404623. ISSN 0043-8243.
49. ↑  Voss, Barbara L. (1 октября 2008). Sexuality Studies in Archaeology. Annual Review of Anthropology (англ.). 37 (1): 317–336. doi:10.1146/annurev.anthro.37.081407.085238. ISSN 0084-6570. Архивировано 3 июня 2022. Дата обращения: 19 августа 2022.
50. ↑  Voss, Barbara L. (1 октября 2008). Gender, Race, and Labor in the Archaeology of the Spanish Colonial Americas. Current Anthropology. 49 (5): 861–893. doi:10.1086/591275. ISSN 0011-3204. Архивировано 21 апреля 2022. Дата обращения: 19 августа 2022.
51. 1 2 3 4  Conkey, Margaret W. (2003). Has Feminism Changed Archaeology?. Signs. 28 (3): 867–880. doi:10.1086/345322.